# Ранчо-Чико (Техас)
Ранчо-Чико (англ. Rancho Chico) — переписна місцевість (CDP) в США, в окрузі Сан-Патрисіо штату Техас. Населення — 387 осіб (2020).

## Географія
Ранчо-Чико розташоване за координатами 28°1′27″ пн. ш. 97°29′48″ зх. д. / 28.02417° пн. ш. 97.49667° зх. д. (28.024232, -97.496650).  За даними Бюро перепису населення США в 2010 році переписна місцевість мала площу 1,34 км², уся площа — суходіл.

## Демографія
Згідно з переписом 2010 року, у переписній місцевості мешкало 396 осіб у 120 домогосподарствах у складі 97 родин. Густота населення становила 297 осіб/км².  Було 142 помешкання (106/км²).
Расовий склад населення:
| - 81,8 % — білих - 2,5 % — чорних або афроамериканців - 2,0 % — корінних американців - 12,9 % — осіб інших рас |

До двох чи більше рас належало 0,8 %. Частка іспаномовних становила 88,9 % від усіх жителів.
За віковим діапазоном населення розподілялося таким чином: 33,8 % — особи молодші 18 років, 57,9 % — особи у віці 18—64 років, 8,3 % — особи у віці 65 років та старші. Медіана віку мешканця становила 32,3 року. На 100 осіб жіночої статі у переписній місцевості припадало 98,0 чоловіків;  на 100 жінок у віці від 18 років та старших — 94,1 чоловіків також старших 18 років.
За межею бідності перебувало 61,0 % осіб, у тому числі 84,8 % дітей у віці до 18 років та 0,0 % осіб у віці 65 років та старших.
Цивільне працевлаштоване населення становило 197 осіб. Основні галузі зайнятості: освіта, охорона здоров'я та соціальна допомога — 38,1 %, виробництво — 25,9 %, будівництво — 18,3 %.